# Kent Pedersen
Kent "Kenno" Pedersen (født i Errindlev på Lolland) er en dansk rapper. 
Pedersen er født og opvokset i Errindlev på Lolland. Som voksen flyttede han til København, hvor han arbejdede som pædagog, indtil han i 2012 blev fuldtidsmusiker.

## Musikalsk karriere
Han var fra 2012-2017 sammen med Lasse Pilfinger Kramhøft den ene halvdel af duoen Djämes Braun, men efter 2017 sluttede han sin karriere som rapper.
I 2018 blev Pedersen lokalradiovært på programmet Morgen på Sydhavsøerne på Radio Sydhavsøerne på Lolland og Falster.